# Adolescence pervertie
Pour plus de détails, voir Fiche technique et Distribution.
Adolescence pervertie (Adolescenza perversa) est un film érotique franco-italien réalisé par José Bénazéraf, sorti en 1974.

## Synopsis
Femme mûre, Mirella Buzzatti enseigne les mathématiques à Rome. À la suite de divergences sur fond de contexte socio-politique, elle est mutée à Pérouse où elle sympathise rapidement avec une autre enseignante, Elisa. Dans sa classe de terminale, Mirella est troublée par un jeune éphèbe aux cheveux blonds bouclés, Alain. Celui-ci, bien que sortant avec Georgina, une copine de classe, semble plus préoccupé par ses engagements politiques. Attirée par ce garçon inaccessible, elle organise une soirée où elle invite une partie de ses élèves. Alors qu'ils fument des joints, boivent ou dansent en écoutant de la musique classique, Mirella surprend Georgina en train de masturber Alain avachi sur un sofa. Choquée et frustrée, elle prétexte une subite fatigue pour renvoyer tout le monde. Mais cette scène a réveillé en elle des pulsions sexuelles incontrôlables car Alain est devenu l'objet de ses fantasmes, une obsession à laquelle elle ne peut se soustraire mais elle découvre également qu'Elisa est également amoureuse de lui. Alors qu'elle réussit à coucher avec lui, ce dernier ne supporte plus sa jalousie maladive et sa possessivité. En guise de représailles, il organise une mise en scène cruelle et humiliante où il la livre à trois de ses copains pervers...

## Fiche technique
- Titre original : Adolescenza perversa
- Titre français : Adolescence pervertie
- Réalisation : José Bénazéraf
- Scénario : Bitto Albertini et Vittorio Vighi
- Montage : Claudio Ventura
- Musique : Franco Micalizzi
- Photographie : Bernard Daillencourt
- Production : Rodolfo Sabbatini
- Sociétés de production  : Productions Du Chesne et Zafes Film
- Société de distribution : Les Films Jacques Leitienne
- Pays d'origine :  France /  Italie
- Langue originale : italien
- Format : couleur
- Genre : érotique
- Durée : 104 minutes
- Date de sortie : 
  -  France : 23 octobre 1974

## Distribution
- Femi Benussi : Mirella
- Hervé Half : Alain
- Malisa Longo
- Giacomo Furia
- Véronique Col
- Dagmar Lassander : Maria